# 強戸町
強戸町（ごうどちょう）は、群馬県太田市にある地名（町丁）。郵便番号は373-0004。

## 概要
強戸地区にある町丁。

## 地理

### 藪塚町内の区
強戸町（強戸地区）の行政区の一覧。
| 地区     | 行政区 | 読み       | 区域         |
| -------- | ------ | ---------- | ------------ |
| 強戸地区 | 中強戸 | なかごうど | 強戸町の一部 |
| 強戸地区 | 下強戸 | しもごうど | 強戸町の一部 |

### 近隣町丁
- 大鷲町
- 成塚町
- 鳥山上町
- 鶴生田町
- 長手町
- 緑町
- 上強戸町

## 世帯数と人口
2022年（令和4年）3月31日現在の世帯数と人口は以下の通りである。
| 町丁   | 世帯数  | 人口  |
| ------ | ------- | ----- |
| 強戸町 | 257世帯 | 610人 |

## 小・中学校の学区
市立小・中学校に通う場合、学区は以下の通りとなる。
| 番地                   | 小学校             | 中学校             |
| ---------------------- | ------------------ | ------------------ |
| 中強戸、下強戸（全域） | 太田市立強戸小学校 | 太田市立強戸中学校 |

## 交通

### 鉄道
町内に鉄道は通っていない。

### 道路
- 栃木県道・群馬県道39号足利伊勢崎線
- 北関東自動車道